# 캔버라 트리니티 크리스천 학교
캔버라 트리니티 크리스천 학교(Canberra Trinity Christian School)는 오스트레일리아 캔버라의 개신교 계파 사립 12년제 초중고등학교이다. 1980년 오스트레일리아 캔버라에서 첫 개교되어 현재에 이르고 있다.